# Rosellinia
Rosellinia es un género de hongos perteneciente a la familia Xylariaceae formada por más de 90 especies. Varias de las especies de este género son patógenas para las plantas.
Comprende especies que producen pudrición en las raíces de plantas herbáceas y leñosas. Estas especies no son estrictamente parásitas, ya que pueden vivir de modo saprofito sobre restos de raíces y por tanto sobrevivir largo tiempo en el terreno. Otra característica de los hongos de este género es que se expanden por el terreno a través de cordones de rizomorfo, que son agrupaciones de hifas, por lo que puede pasar de una planta contaminada a una sana próxima; por tanto la infección se extiende como una mancha de aceite. Por lo dicho anteriormente, la lucha contra este género de hongos parásitos en dificultosa.

## Especies
El siguiente es un listado completo de las especies actualmente admitidas como Rosellinia, basado en el estudio de 2005 de Petrini y Petrini.
R. abscondita —
R. aquila —
R. arcuata —
R. asperata —
R. beccariana —
R. bicolor —
R. bonaerensis —
R. bothryna —
R. breensis —
R. breviﬁssurata —
R. britannica —
R. bunodes —
R. buxi —
R. canzacotoana —
R. caudata —
R. chusqueae —
R. communis —
R. congesta —
R. corticium —
R. culmicola —
R. decipiens —
R. desmacutispora —
R. desmazieresii —
R. diathrausta —
R. dingleyae —
R. dolichospora —
R. emergens —
R. erianthi —
R. etrusca —
R. eucalypticola —
R. euterpes —
R. evansii —
R. formosana —
R. franciscae —
R. freycinetiae —
R. gigantea —
R. gigaspora —
R. gisborniae —
R. glabra —
R. griseo-cincta —
R. helvetica —
R. herpotrichoides —
R. horrida —
R. hughesii —
R. hyalospora —
R. immersa —
R. indica —
R. johnstonii —
R. lamprostoma —
R. longispora —
R. macdonaldii —
R. macrosperma —
R. macrospora —
R. mammaeformis —
R. mammoidea —
R. markhamiae —
R. mastoidiformis —
R. medullaris —
R. megaloecia —
R. megalosperma —
R. megalospora —
R. merillii —
R. mimosae —
R. musispora —
R. mycophila —
R. necatrix —
R. nectrioides —
R. nothofagi —
R. novae-zelandiae —
R. palmae —
R. paraguayensis —
R. pardalios —
R. pepo —
R. perusensis —
R. petrakii —
R. petrinii —
R. picta —
R. procera —
R. puiggiarii —
R. radiciperda —
R. rhopalostilicola —
R. rhypara —
R. rickii —
R. saccardii —
R. samuelsii —
R. sancta-cruciana —
R. stenasca —
R. subiculata —
R. subsimilis —
R. thelena —
R. thelena var. microspora —
R. thindii —
R. victoriae